# Santa Clara, Puebla
Santa Clara är en ort i Mexiko.   Den ligger i kommunen Ocoyucan och delstaten Puebla, i den sydöstra delen av landet, 100 km sydost om huvudstaden Mexico City. Santa Clara ligger 2 112 meter över havet och antalet invånare är 4 747.
Terrängen runt Santa Clara är platt åt nordost, men åt sydväst är den kuperad. Runt Santa Clara är det tätbefolkat, med 683 invånare per kvadratkilometer. Närmaste större samhälle är Puebla de Zaragoza, 12,4 km nordost om Santa Clara. Trakten runt Santa Clara består till största delen av jordbruksmark.